# 파푸아인

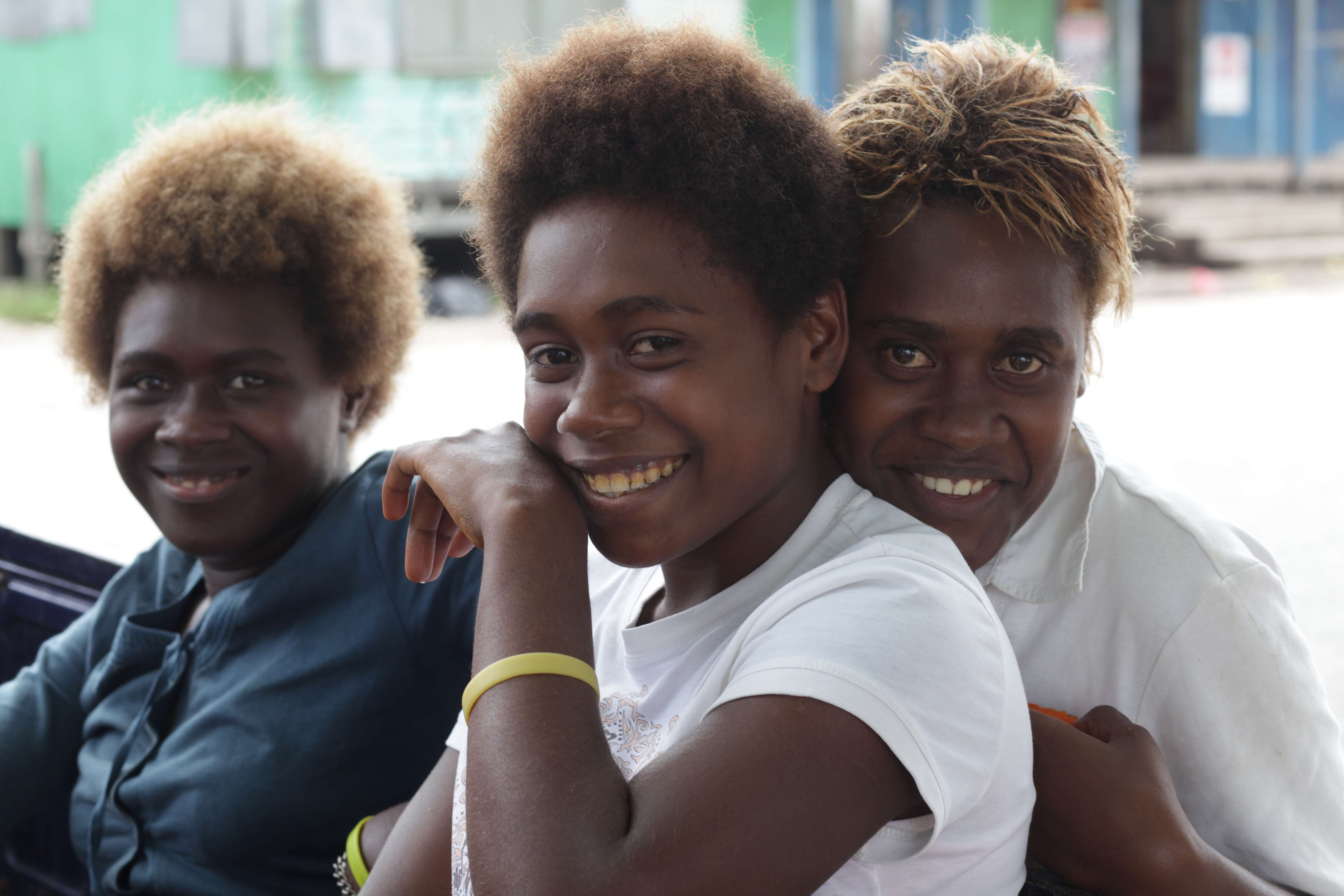
파푸아인 소녀들

파푸아인(Papuans)은 뉴기니섬과 주변 도서의 원주민, 특히 오스트로-멜라네시아인 계통의 원주민들을 가리키는 말이다. 파푸아인의 정의는 명확하지 않으나 인류학적, 언어학적으로 이루어질 수 있다.
실제 뉴기니섬의 원주민은 크게 약 6만 년 전에 처음으로 뉴기니에 들어온 멜라네시아 계통의 사람들과, 비교적 최근인 4천 년 전에 북쪽에서 도래한 오스트로네시아인 계통의 사람들로 나눌 수 있다. 다만 후자의 오스트로네시아인들은 일부 해안 지역 등에만 거주하고 영향을 끼쳤기에 보통 파푸아인이라는 분류에 포함되지 않는다.
파푸아인들이 사용하는 언어를 통틀어 파푸아 제어라고 부른다. 파푸아 제어는 아주 다양한 어족 또는 고립어들로 이루어져 있으며, 해안 지역에서는 오스트로네시아어족 언어나 톡 피신 크레올 등이 사용되기도 한다.

## 같이 보기
- 뉴기니섬
- 오스트레일리아 인종
- 멜라네시아인
- 오스트레일리아 원주민